# Doença hepática alcoólica
A doença hepática alcoólica (DHA) ou hepatopatia alcoólica é a principal causa de doença hepática nos países ocidentais (nos países asiáticos, a hepatite viral é a principal causa). Ela surge a partir do consumo excessivo de álcool.

## Patofisiologia

### Alteração gordurosa
A alteração gordurosa ou esteatose é o acúmulo de gordura nas células do fígado que pode ser visto sob o microscópio como glóbulos de gordura. O alcoolismo causa grandes globulos de gordura (esteatose macrovesicular). Pequenos globulos de gordura possuem diversas causas. Outras causas da esteatose macrovesicular incluem a diabetes, obesidade e inanição. A mudança gordurosa alcoólica é provavelmente relacionada à dose consumida.

### Hepatite alcoólica
Algumas pessoas adquirem uma hepatite aguda ou uma reação inflamatória às células afetas pela mudança gordurosa. Isso não e diretamente relacionado com a dose de álcool. Algumas pessoas parecem ser mais propensas de ter essa reação do que outras. Isso é chamado de esteatonecrose alcoólica e a inflamação provavelmente predispõe a fibrose hepática.

### Cirrose
A cirrose é o estágio final da doença hepática marcada por fibrose e alteração da arquitetura do fígado. Geralmente é progressiva e pode culminar com uma insuficiência hepática. As complicações tardias da cirrose ou insuficiência hepática incluem hipertensão portal, transtornos da coagulação, ascite e outras complicações incluindo encefalopatia hepática e síndrome hepatorrenal.
A cirrose possui diversas causas, como a hepatite e toxinas. Os estágios finais da cirrose causada pela hepatite viral ou alcoólica podem ser similares. Esse fenômeno é conhecido como "via final comum" para a doença.
A mudança gordurosa e a hepatite alcoólica são provavelmente reversíveis. Os estádios finais de fibrose e cirrose tendem a ser irreversíveis mas podem geralmente ser bem manejados por longos períodos de tempo.